# 新华街道 (朝阳市)
新华街道，是中华人民共和国辽宁省朝阳市龙城区下辖的一个乡镇级行政单位。

## 行政区划
新华街道下辖以下地区：
海河社区、竹林社区、中山社区、长江社区、新北社区和柳城社区。